# Boucles de l'Aulne
Les Boucles de l’Aulne, connu sous l'appellation Circuit de l'Aulne de 1935 à 1998, est une course cycliste d'un jour française organisée à Châteaulin depuis 1935.

## Historique

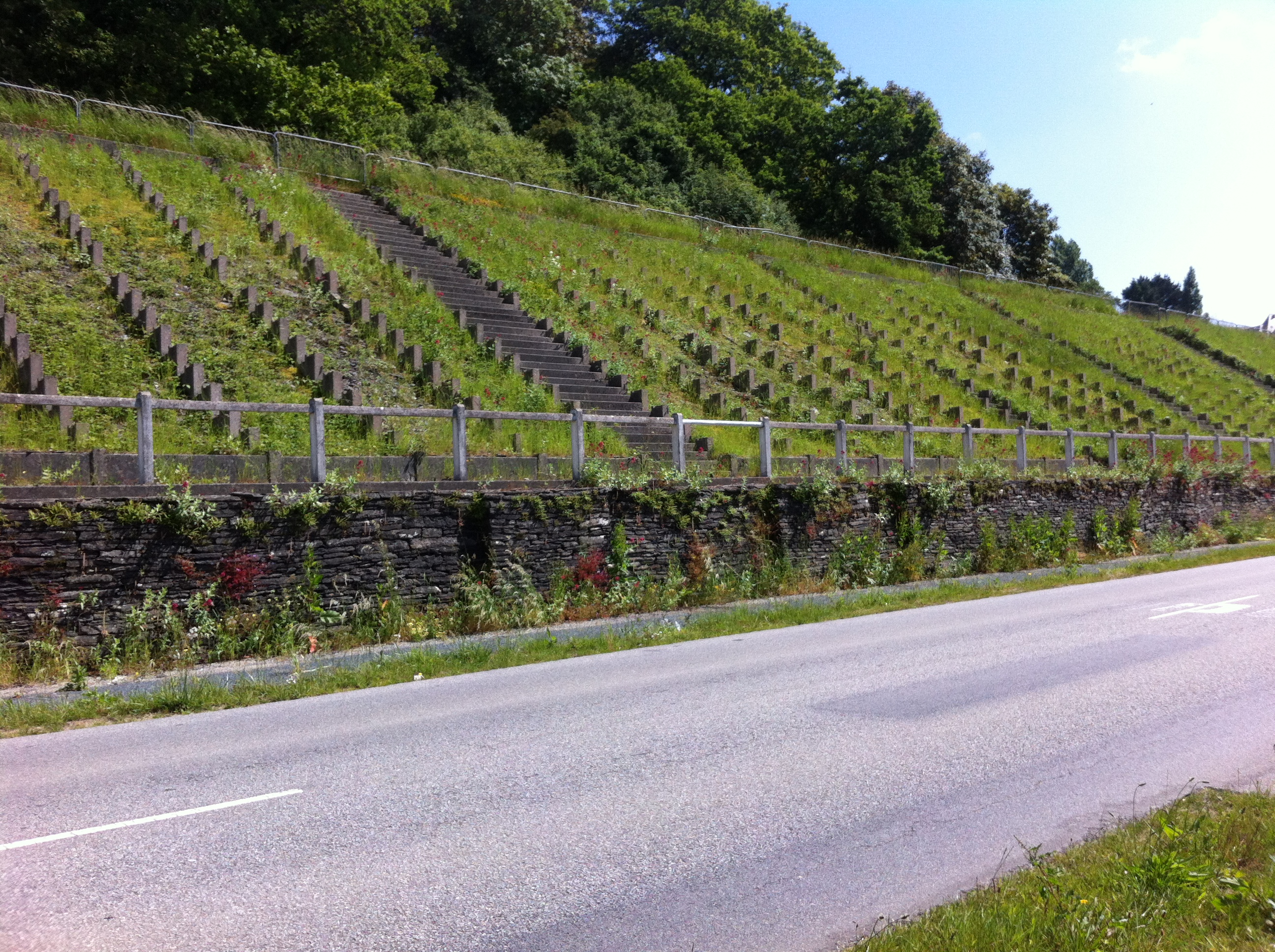
Gradins sur la vieille ligne d'arrivée.

De 1935 à 1938, le Circuit de l'Aulne a été  couru sur deux étapes avec un  classement général à la fin des épreuves. 
Jusqu'en 1998, l’épreuve se court sous la forme d'un Critérium. À partir de 1999, le Circuit de l'Aulne devient une épreuve classée par l'UCI et change de nom en 2002 pour devenir les Boucles de l'Aulne. Cette course fait partie de l'UCI Europe Tour en catégorie 1.1 depuis 2005. 
Elle est également inscrite comme épreuve comptant pour la Coupe de France de cyclisme de 2000 à 2005 et à nouveau à partir de 2011. L'édition 2020 est annulée en raison de la pandémie de maladie à coronavirus.
Le parcours, dessiné en forme de boucle, est marqué par l'ascension à plusieurs reprises du Menez Quelerc'h, une côte longue de 2,9 kilomètres à 6,9 % de pente moyenne.

## Palmarès
| Année                                | Vainqueur               | Deuxième                | Troisième               |                  |
| ------------------------------------ | ----------------------- | ----------------------- | ----------------------- | ---------------- |
| Circuit de l'Aulne                   |                         |                         |                         |                  |
| 1935                                 | Pierre Cloarec          | Paul Keravec            | Fañch Favé              |                  |
| 1936                                 | Pierre Cloarec          | François Lucas          | Pierre Cogan            |                  |
| 1937                                 | Pierre Cogan            | Gino Sciardis           | Pierre Cloarec          |                  |
| 1938                                 | Pierre Cogan            | Christophe Taëron       | Raymond Louviot         |                  |
| 1939-1944 non-disputé                |                         |                         |                         |                  |
| 1945                                 | Sylvère Jezo            | Jean-Marie Goasmat      | Jean Robic              |                  |
| 1946                                 | Roger Lambrecht         | Raymond Scardin         | Oreste Beghetti         |                  |
| 1947                                 | Guy Butteux             | Roger Lambrecht         | André Mahé              |                  |
| 1948                                 | Amand Audaire           | Éloi Tassin             | Roger Lévêque           |                  |
| 1949                                 | Louison Bobet           | Jean-Marie Goasmat      | André Gall              |                  |
| 1950                                 | Pierre Molinéris        | Édouard Muller          | Yvon Nédélec            |                  |
| 1951                                 | Robert Desbats          | Fernand Picot           | Georges Gilles          |                  |
| 1952                                 | Rik Van Steenbergen     | Adolphe Deledda         | Jacques Dupont          |                  |
| 1953                                 | Louison Bobet           | Joseph Le Cadet         | Jacques Anquetil        |                  |
| 1954                                 | Fernand Picot           | Fritz Schär             | Maurice Nauleau         |                  |
| 1955                                 | Jacques Dupont          | Jean Bobet              | Jean Bourlès            |                  |
| 1956                                 | Valentin Huot           | Alfred De Bruyne        | André Darrigade         |                  |
| 1957                                 | Amand Audaire           | Albert Bouvet           | Valentin Huot           |                  |
| 1958                                 | Gérard Saint            | Alfred De Bruyne        | Louison Bobet           |                  |
| 1959                                 | Jean Gainche            | Louison Bobet           | Joseph Groussard        |                  |
| 1960                                 | Jean Stablinski         | Joseph Morvan           | Joseph Velly            |                  |
| 1961                                 | Joseph Morvan           | Jacques Simon           | André Darrigade         |                  |
| 1962                                 | Jacques Anquetil        | Manuel Manzano          | André Darrigade         |                  |
| 1963                                 | Rik Van Looy            | Frans Melckenbeeck      | Rudi Altig              |                  |
| 1964                                 | Rik Van Looy            | Jean Stablinski         | Jean Gainche            |                  |
| 1965                                 | Guy Ignolin             | Jacques Anquetil        | François Hamon          |                  |
| 1966                                 | Eddy Merckx             | Felice Gimondi          | Lucien Aimar            |                  |
| 1967                                 | Raymond Poulidor        | Roger Pingeon           | Guy Ignolin             |                  |
| 1968                                 | Jacques Anquetil        | Raymond Poulidor        | Felice Gimondi          |                  |
| 1969                                 | Eddy Merckx             | Eric De Vlaeminck       | Julien Stevens          |                  |
| 1970                                 | Walter Godefroot        | Franco Bitossi          | Eddy Merckx             |                  |
| 1971                                 | Luis Ocaña              | Herman Vanspringel      | Jean-Claude Daunat      |                  |
| 1972                                 | Cyrille Guimard         | Walter Godefroot        | Eddy Merckx             |                  |
| 1973                                 | Roger De Vlaeminck      | Bernard Thévenet        | Luis Ocaña              |                  |
| 1974                                 | Herman Vanspringel      | Alain Santy             | Roger De Vlaeminck      |                  |
| 1975                                 | Eddy Merckx             | Hennie Kuiper           | Alain Santy             |                  |
| 1976                                 | Joop Zoetemelk          | Bernard Thévenet        | Eddy Merckx             |                  |
| 1978                                 | Bernard Hinault         | Roger De Vlaeminck      | Joop Zoetemelk          |                  |
| 1979                                 | Bernard Hinault         | Walter Godefroot        | Roger Legeay            |                  |
| 1980                                 | Daniel Willems          | Bernard Hinault         | Jacques Bossis          |                  |
| 1981                                 | Bernard Hinault         | Francesco Moser         | Gerrie Knetemann        |                  |
| 1982                                 | Francesco Moser         | Marc Madiot             | Jacques Bossis          |                  |
| 1983                                 | Laurent Fignon          | Sean Kelly              | Robert Alban            |                  |
| 1984                                 | Marc Madiot             | Bernard Bourreau        | Gilbert Duclos-Lassalle |                  |
| 1985                                 | Bernard Hinault         | Marc Madiot             | Gilbert Duclos-Lassalle |                  |
| 1987                                 | Gilbert Duclos-Lassalle | Jean-François Bernard   | Laurent Fignon          |                  |
| 1988                                 | Franck Pineau           | Dominique Arnaud        | Yves Bonnamour          |                  |
| 1989                                 | Charly Mottet           | Greg LeMond             | Laurent Fignon          |                  |
| 1990                                 | Ronan Pensec            | Jean-Claude Colotti     | Greg LeMond             |                  |
| 1991                                 | Jean-François Bernard   | Gianni Bugno            | Miguel Indurain         |                  |
| 1992                                 | Miguel Indurain         | Gilbert Duclos-Lassalle | Thierry Marie           |                  |
| 1993                                 | Gérard Rué              | Jean-Claude Colotti     | Laurent Jalabert        |                  |
| 1994                                 | Richard Virenque        | Chris Boardman          | Stéphane Heulot         |                  |
| 1995                                 | Laurent Jalabert        | Bjarne Riis             | Eddy Seigneur           |                  |
| 1996                                 | Abraham Olano           | Richard Virenque        | Evgueni Berzin          |                  |
| 1997                                 | Laurent Jalabert        | Richard Virenque        | Ronan Pensec            |                  |
| 1998                                 | Marco Pantani           | Luc Leblanc             | Frank Vandenbroucke     |                  |
| Boucles de l'Aulne                   |                         |                         |                         |                  |
| 1999                                 | Claude Lamour           | Vincent Cali            | Charles Guilbert        |                  |
| 2000                                 | Walter Bénéteau         | Patrice Halgand         | Saulius Ruškys          |                  |
| 2001                                 | Patrice Halgand         | Marcus Ljungqvist       | Stéphane Heulot         |                  |
| 2002                                 | Christopher Jenner      | Olivier Asmaker         | Christophe Rinero       |                  |
| 2003                                 | Walter Bénéteau         | Sandy Casar             | Manu Lhoir              |                  |
| 2004                                 | Frédéric Finot          | Alexandre Naulleau      | Sergey Krushevskiy      |                  |
| 2005 non-disputé (raison financière) |                         |                         |                         |                  |
| 2006                                 | Johan Coenen            | Walter Bénéteau         | Benoît Sinner           |                  |
| 2007                                 | Romain Feillu           | Saïd Haddou             | Leonardo Duque          |                  |
| 2008                                 | Romain Feillu           | Nico Sijmens            | Christophe Mengin       |                  |
| 2009                                 | Maxime Bouet            | Anthony Roux            | Mickaël Larpe           |                  |
| 2010                                 | Jean-Luc Delpech        | Laurent Pichon          | Romain Hardy            |                  |
| 2011                                 | Martijn Keizer          | Anthony Delaplace       | Anthony Charteau        |                  |
| 2012                                 | Sébastien Hinault       | Laurent Pichon          | Romain Feillu           |                  |
| 2013                                 | Matthieu Ladagnous      | Yannick Martinez        | Armindo Fonseca         |                  |
| 2014                                 | Alexis Gougeard         | Rémy Di Grégorio        | Rudy Kowalski           |                  |
| 2015                                 | Alo Jakin               | Steven Tronet           | Laurent Pichon          |                  |
| 2016                                 | Samuel Dumoulin         | Arthur Vichot           | Clément Venturini       |                  |
| 2017                                 | Odd Christian Eiking    | David Gaudu             | Laurent Pichon          |                  |
| 2018                                 | Kévin Le Cunff          | Arthur Vichot           | Guillaume Martin        |                  |
| 2019                                 | Alexis Gougeard         | Quentin Jauregui        | Julien El Fares         |                  |
| 2020                                 | annulé/abandonné        | annulé/abandonné        | annulé/abandonné        | annulé/abandonné |
| 2021                                 | Stan Dewulf             | Valentin Madouas        | Mathieu Burgaudeau      |                  |
| 2022                                 | Idar Andersen           | Jesús Herrada           | Stan Dewulf             |                  |
| 2023                                 | Greg Van Avermaet       | Florian Vermeersch      | Jon Barrenetxea         |                  |
| 2024                                 | Axel Zingle             | Alexandre Delettre      | Mads Würtz Schmidt      |                  |
| 2025                                 | Lewis Askey             | Benoît Cosnefroy        | Clément Venturini       |                  |